# Rony Coco
Pour les articles homonymes, voir Coco.
Rony Coco, né le 28 janvier 1974 à Pointe-à-Pitre (France), est un joueur et un entraîneur français de basket-ball. Il est le demi-frère aîné de Florent et Mickaël Piétrus.

## Palmarès
- 1993-1994: Champion espoir Pro A avec Pau-Orthez.
- 1994-1995: Champion espoir Pro A avec Pau-Orthez.
- 1994-1995: Vice-champion de France Pro A avec Pau-Orthez.
- 1995-1996: Champion de France Pro A avec Pau-Orthez.
- 1997-1998: Vice-champion de France Pro A avec le Limoges CSP.